# Rendeux
Rendeux (in vallone Rindeu) è un comune belga di 2 274 abitanti, situato nella provincia vallona del Lussemburgo.